# Филипанто-Валон Фађано (Мачерата)
Филипанто-Валон Фађано (итал. Filippanto'-Vallon Faggiano) насеље је у Италији у округу Мачерата, региону Марке.
Према процени из 2011. у насељу је живело 61 становника. Насеље се налази на надморској висини од 39 м.